# Monumento a los Cazadores de Alcántara
El Monumento a los Cazadores de Alcántara se encuentra en el Paseo de Zorrilla de Valladolid, frente a la puerta principal del edificio de la Academia de Caballería de Valladolid. El conjunto escultórico es obra de Mariano Benlliure y fue inaugurado el 25 de junio de 1931.

## Historia
El reducido tamaño del grupo se explica por las dificultades financieras que planteó su elaboración: la suscripción abierta entre los distintos cuerpos del Arma de Caballería no alcanzó la cifra calculada y fue necesario desistir del proyecto primitivo, que era a tamaño mayor que el natural, para hacerlo ligeramente inferior. El boceto original se conserva en el Museo del Ejército. En mayo de 1923 se tuvo conocimiento en Valladolid de la intención existente de levantar un monumento dedicado a los Héroes de Alcántara y de la posibilidad de que la ciudad se convirtiese en la elegida para su instalación.
Tras contactos entre el director de la Academia y el Ayuntamiento de Valladolid, en mayo de 1925 se notificó al alcalde de la ciudad el inicio inmediato de las obras del monumento.
En un primer momento, el lugar elegido para su construcción fue el patio de la nueva Academia de Caballería, aunque finalmente se optó por su instalación en el exterior. En agosto de 1930 el director de la Academia de Caballería solicitó la autorización pertinente para instalar el conjunto en el Paseo de Zorrilla, frente a la puerta principal del edificio.
En una entrevista concedida al diario El Norte de Castilla en septiembre de 1930, el autor del monumento, Mariano Benlliure decía:

«Ahora estoy terminando un grupo representativo del Arma de Caballería para la Academia Militar, y será para mi el mayor honor tener una obra en esa ciudad, que es, sin duda, la sede de nuestra escultura»

El 9 de diciembre de 1930 comenzaron las obras de cimentación del monumento, cuya parte en bronce estaba ya concluida. Se pensó en la primavera de 1931 como fecha de su inauguración, contando para entonces con la presencia del escultor y del rey Alfonso XIII. A inicios de abril empezaron a llegar las piedras de granito pulido del basamento y el día 9 Benlliure visitó los trabajos que pensaban terminarse en mayo, para ser inaugurados también en ese mes. Sin embargo, la proclamación de la Segunda República pospuso su inauguración al 25 de junio.
El monumento representa a cinco jinetes en sus respectivas monturas y portando diferentes enseñas, fundidos en bronce, en actitud de galope, situados sobre una pirámide truncada de granito gris.